# Pityriasis rosea

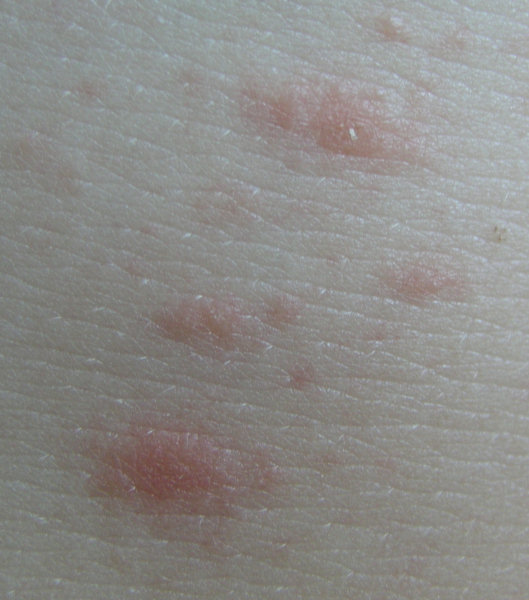
pityriasis rosea, het bovenste plekje begint net te schilferen

Pityriasis rosea  is een onschuldige, vanzelf genezende huidziekte.

## Verschijnselen
De ziekte begint meestal met een wat rode, iets schilferende plek van 2 à 3 cm (tâche-mère, moederplek), meestal op de romp, die een of twee weken later wordt gevolgd door daaromheen liggende kleinere vlekjes die na een poosje gaan schilferen met een schilfering die van het midden naar de rand loslaat, en die iets rose of zalmkleurig zijn en vaak wat ovaal met de lange as in de richting van de huidlijnen. De aandoening kan veel jeuk geven, maar vaak jeukt het ook weinig tot niet. Bij mensen met een donkere huidskleur is de diagnose lastiger te stellen.

## Epidemiologie
De ziekte komt vooral voor bij jonge volwassenen, 10-30 jaar. Bij kinderen gaat het mogelijk wat sneller over (2-3 wk).

## Oorzaak
De oorzaak is onbekend. Men neemt aan dat een virus de oorzaak is; toch is er slechts zelden in de omgeving van de patiënt iemand aan te wijzen die de besmettingsbron zou kunnen zijn.

## Beloop
De ziekte geneest zonder uitzondering spontaan na een aantal weken, gemiddeld 8-10. Na drie weken tot 3 maanden is men normaal gesproken klachtenvrij.

## Behandeling
Er is geen behandeling bekend. Er is een onderzoek van twijfelachtige kwaliteit uit India waarbij mensen met de aandoening snel(ler) zouden genezen na behandeling met erytromycine (wat tegen een virus als verwekker zou pleiten). Verschillende vervolgonderzoeken konden deze uitkomst echter niet bevestigen. In een ander onderzoek werd een effect beschreven van een antiviraal middel, aciclovir, wat zou passen bij de beweerde associatie met HHV 6 en HHV 7. De jeuk kan eventueel bestreden worden met mentholgel, antihistaminica of lokale corticosteroïden. Vette zalf helpt tegen irritatie.
.